# Beriu
Beriu è un comune della Romania di 3 196 abitanti, ubicato nel distretto di Hunedoara, nella regione storica della Transilvania.
Il comune è formato dall'unione di 8 villaggi: Beriu, Căstău, Cucuiș, Măgureni, Orăștioara de Jos, Poieni, Sereca, Sibișel.